# Саркисян, Роза Владимировна
Роза Владимировна Саркисян (род. 20 января 1987, Степанакерт, НКАО, Азербайджанская ССР) — украинский театральный режиссёр. 

## Биография
Родилась 20 января 1987 года в городе Степанакерт. В 1992 году семья переехала на Украину. 
В 2004 году поступила на социологический факультет Харьковского университета, в 2009 году окончила его со специальностью политического социолога, преподавателя гуманитарных дисциплин. Одновременно с 2008 года училась в мастерской народного артиста Украины А. С. Барсегяна на кафедре режиссуры драматического театра театрального факультета Харьковского национального университета искусств, окончила курс в 2012 году.
С 2011 года на профессиональной сцене. Работала в Северодонецком муниципальном театре, Российском академическом молодёжном театре, театре «Театральный особнякъ» (Москва), Удмуртском академическом театре русской драмы и т. д. С 2014 года увлеклась движением независимого театра, создав вместе с театральным художником и режиссером Дианой Ходячих, на базе Харьковской муниципальной галереи театр DeFacto. Театр принимал участие в международных фестивалях и коллаборативных проектах, сотрудничая с различными европейскими и украинскими организациями и театрами. Наибольший резонанс получил спектакль «Да, мой фюрер!» по пьесе Бригиты Швайгер с музыкой А. Малацковской, в котором критика отмечала следование традициям Бертольта Брехта и Антонена Арто. В 2015 году с драматургом и куратором Ириной Гарец поставила в Театре современного диалога в Полтаве спектакль «Теория большого фильтра». В 2016 году на киевском ГогольФесте в рамках международного проекта «Карты страха, карты идентичности» вместе с полькой Агнешкой Блонской поставила спектакль «Мой дед копал, мой отец копал, а я не буду»; спектакль был также показан в Одессе, вызвав неоднозначную реакцию публики. В 2017 году по стипендии Министерства культуры Польши «Гауде Полония» полгода исследовала польское независимое театральное движение и стажировалась в государственных театрах Варшавы, стала одним из кураторов фестиваля независимого украинского театра «Десант. ЮА» в Варшаве.
С сентября 2017 по 2019 год — главный режиссёр Первого академического украинского театра для детей и юношества во Львове. 
Одновременно стала одним из лауреатов конкурса молодых режиссёров Британского Совета в Украине, поставив пьесу Сары Кейн «Психоз 4.48».
С декабря 2019 года — режиссёр Ивано-Франковского национального академического драматического театра имени Ивана Франко.